# 今尾哲也
今尾 哲也（いまお てつや、1931年2月17日- 2013年2月6日）は、近世演劇研究者。

## 人物
旧関東州大連出身。1953年同志社大学文学部英文科卒、1960年早稲田大学大学院演劇学専攻博士課程単位取得満期退学。杉野女子大学教授、玉川大学教授。1997年名誉教授、武蔵野女子大学教授、2001年退職。
1947年より6代目坂東簑助（8代目坂東三津五郎）に師事して歌舞伎を学ぶ。はじめ広く劇評を手がけ、のち歌舞伎研究に専念、民俗学的な手法を用いた。1971年『変身の思想』で河竹賞受賞。1993年『役者論語評註』で芸術選奨文部大臣賞受賞。1999年「元禄歌舞伎の研究－ヤツシ・ヤツシ事を中心に」で早大文学博士。
2013年2月6日に肺がんのため死去。

## 著書
- 『変身の思想 日本演劇における演技の論理』法政大学出版局 1970
- 『ほかひびとの末裔』飛鳥書房 1974
- 『歌舞伎をみる人のために』玉川大学出版部 1979
- 『吉良の首 忠臣蔵とイマジネーション』平凡社 1987
- 『歌舞伎の歴史』岩波新書 2000
- 『歌舞伎の根元』勉誠出版 2001
- 『河竹黙阿弥』ミネルヴァ書房（日本評伝選）2009
- 『歌舞伎＜通説＞の検証』法政大学出版局、2010

### 編纂・校注など
- 『囃子 十一世田中伝左衛門聞書』玉川大学出版部 1983
- 河竹黙阿弥『三人吉三廓初買』新潮日本古典集成 1984
- 『役者論語評註』玉川大学出版部 1992